# 미나미 다쿠토
미나미 다쿠토(일본어: 南 拓都, 2002년 5월 9일~)는 일본의 축구 선수이다.

## 구단 경력
그는 2021년 J1리그의 요코하마 F. 마리노스에 입단했다. 2022년 J2리그의 이와테 그루자 모리오카로 이적했다. 2022년후 J3리그에 강등했다. 2024년 일본 풋볼 리그의 레일락 시가 FC로 이적했다.